# Ranunculus suukensis
Ranunculus suukensis är en ranunkelväxtart som beskrevs av Nikolaj Adolfovitj Busj. Ranunculus suukensis ingår i släktet ranunkler, och familjen ranunkelväxter. Inga underarter finns listade i Catalogue of Life.